# Coenosia nigrifemorata
Coenosia nigrifemorata är en tvåvingeart som beskrevs av Huckett 1965. Coenosia nigrifemorata ingår i släktet Coenosia och familjen husflugor. Inga underarter finns listade i Catalogue of Life.